# Kamadeva
Cama (em sânscrito:  कामदेव , IAST: Kāmadeva), também conhecido como Camadeva e Manmata, é o deus hindu do amor erótico, desejo, prazer e beleza, frequentemente retratado ao lado de sua consorte e contraparte feminina, Rati. Ele é retratado como um belo jovem enfeitado com enfeites e flores, armado com um arco de cana-de-açúcar e atirando flechas de flores.
O Atarvaveda considera Camadeva como o detentor do poder criativo do universo, também descrevendo-o como tendo "nascido no início, nem os deuses nem os pais jamais o igualaram". Mencionado como um manasaputra (filho nascido da mente) do deus criador Brama nos Puranas, o mito mais popular de Camadeva é a sua incineração pelo terceiro olho de Xiva enquanto este meditava, e mais tarde encarnou na terra como o filho mais velho de Críxena e sua consorte principal Rukmini, Pradyumna.

## Etimologia e outros nomes
O nome Kāma-deva pode ser traduzido como 'deus do amor'. Deva significa celestial ou divino e refere-se a uma divindade no hinduísmo. Kama significa "desejo" ou "anseio", especialmente no amor sensual ou sexual. O nome é usado no Rigveda (RV 9, 113.11). Camadeva é um nome de Vixnu no Vixenu Purana e no Bagavata Purana (SB 5.18.15). É também um nome das divindades Críxena e Xiva. Kama também é um nome usado para Agni (Atarvaveda 6.36.3).

Outros nomes usados com destaque sobre Camadeva são:
- Cama (काम)  - desejo; anseio.[7]
- Manmatha (मन्मथ) - o que agita a mente.[7][8]
- Madana (मदन) - o que embriaga de amor.[7][8][5][9]
- Mara (मार) - aquele que fere.[7][8]
- Ananga (अनंग) - aquele que é sem corpo.[7][8]
- Kushumeshara (कुसुमशर) aquele cujas flechas são flores.[7][8]
- Pradyumna (प्रद्युम्न) - aquele que a tudo conquista. Também é chamado de reencarnação de Kama.[7][8]
- Kandarpa (कन्दर्प) ou Darpaka (दर्पक) - o inflamador. Brama deu-lhe este nome.[7][10]
- Manasija (मनसिज) , Manoja (मनोज) e Bhavaja (भवज) - aquele que é nascido da mente.[10][7]
- Ratikanta (रतिकांत) or Ratipati (रतिपति)- husband of Rati.[7]
- Abhirupa (अभिरूप) - the beautiful one. Also a name for both Vishnu and Shiva.[11]

## Iconografia
Camadeva é representado como um homem jovem e bonito que empunha um arco e flechas. Seu arco é feito de cana-de-açúcar e suas flechas são decoradas com cinco tipos de flores perfumadas. As cinco flores são lótus branco, flores de árvore de Ashoka, flores de mangueira, flores de jasmim e flores de lótus azuis. Os nomes dessas flores em sânscrito em ordem são Aravinda, Ashoka, Choota, Navamallika e Neelotpala. Um murti de terracota de Camadeva de grande antiguidade está alojado no Museu Matura, UP, Índia.
Alguns dos atributos de Camadeva são: seus companheiros são um cuco, um papagaio, abelhas zunintes, a estação da primavera, e a brisa suave. Todos estes são símbolos da primavera, quando seu festival é celebrado como Holi, Holika ou Vasanta.[carece de fontes?]

### Aniversário

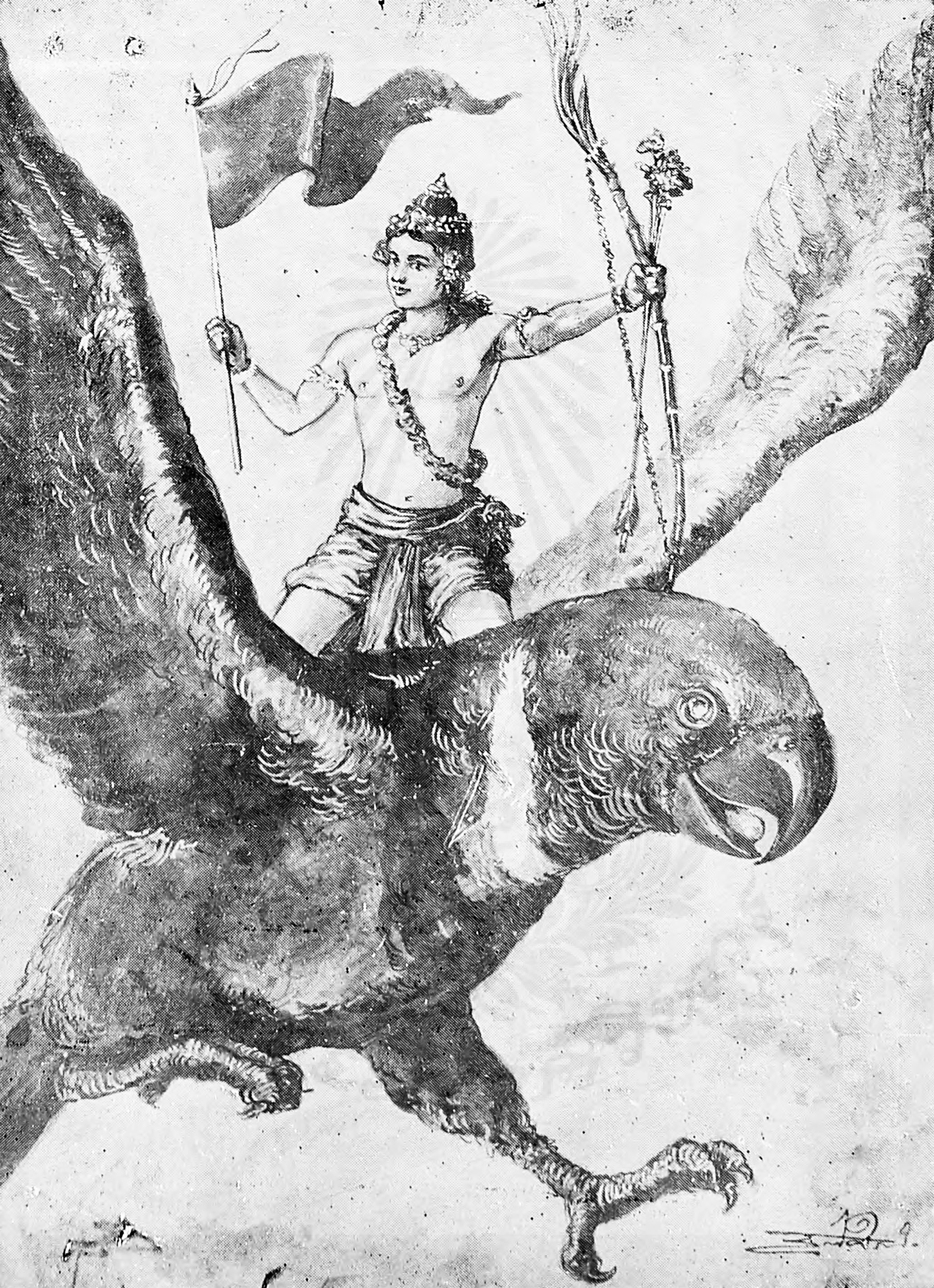
Uma representação tailandesa de Camadeva montando um papagaio, 1959

### Incineração por Xiva

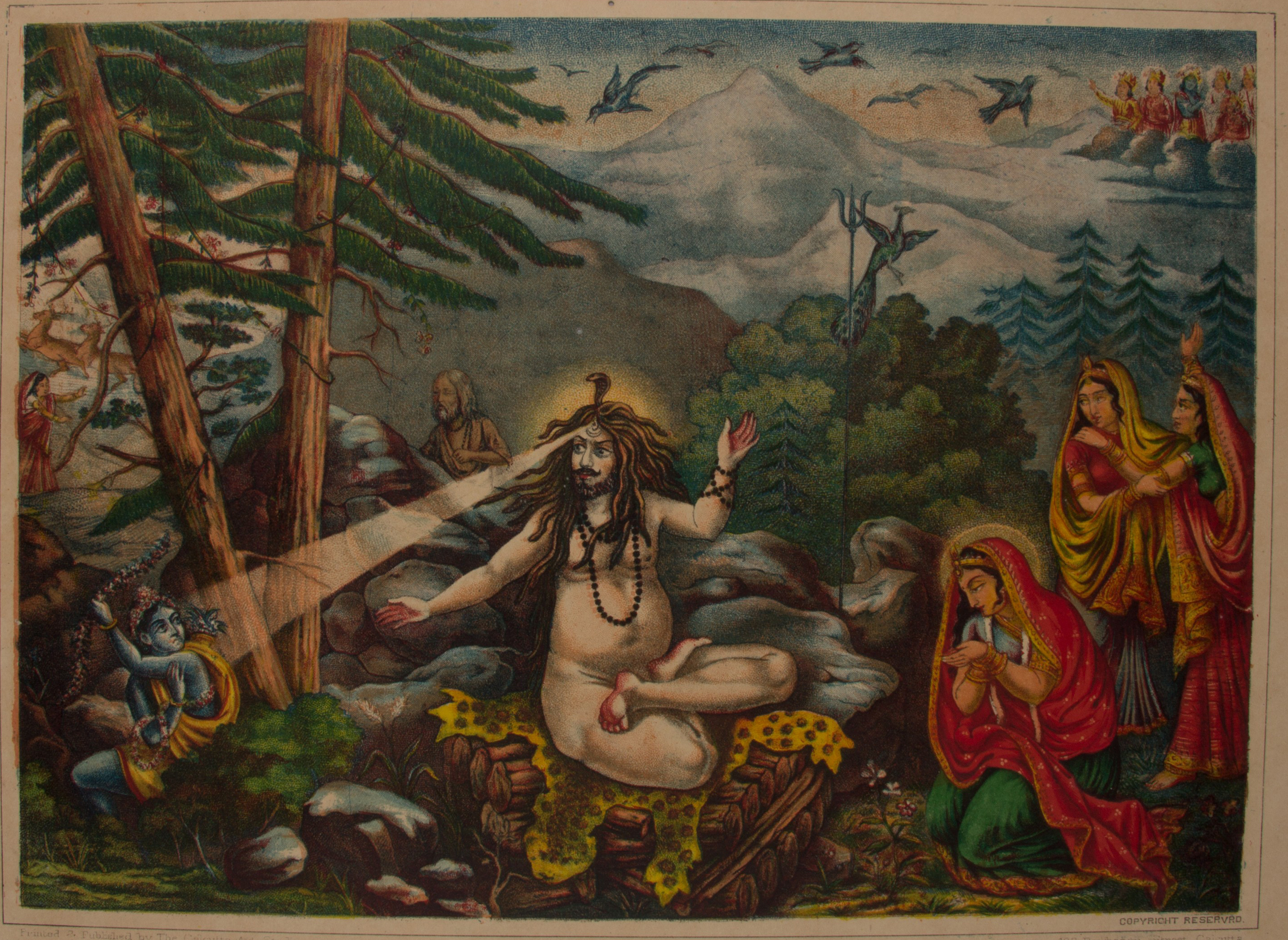
Pintura do Madana-bhasma (Xiva transforma Camadeva em cinzas)

### Rituais e festivais

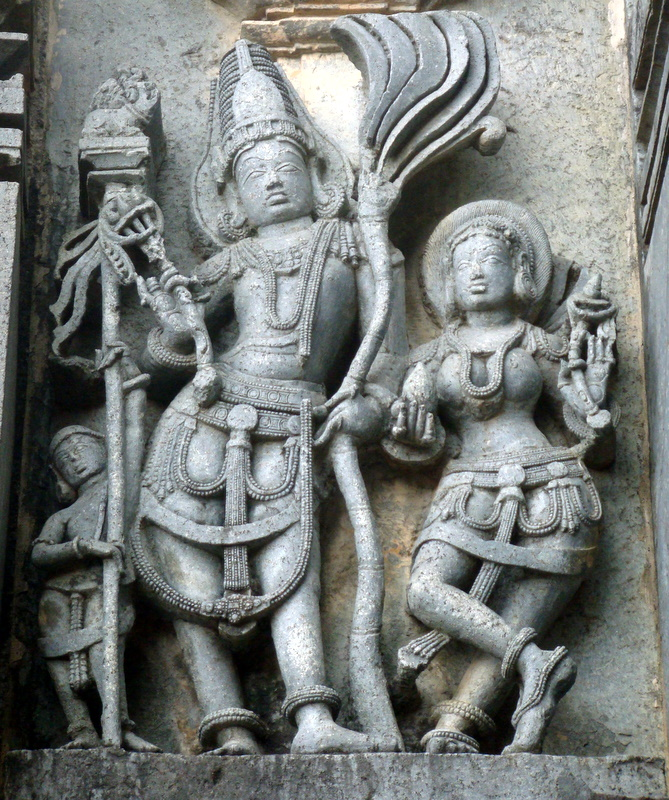
Cama (à esquerda) com Rati na parede do templo de Chennakesava, Belur